# Autographa purpurissa
Autographa purpurissa är en fjärilsart som beskrevs av W. Warren 1913. Autographa purpurissa ingår i släktet Autographa och familjen nattflyn. Inga underarter finns listade i Catalogue of Life.